# モーニングKSB
モーニングKSBは1987年から1993年までに瀬戸内海放送岡山本社が製作した朝の情報番組。1993年4月からはテレビ朝日系列の「新やじうまワイド（現・グッド!モーニング）」をネットするためと、「スーパーモーニング（現・羽鳥慎一モーニングショー）」の放送時間が8:00開始になる関係もあって3月いっぱいで放送終了。

## 放送時間
- 月曜〜金曜　7:30〜8:30→7:30〜8:15
  - 7:00ちょうどに番組の見所を紹介するミニコーナーがあった（7:01からはアニメ「一休さん」の再放送を行なっていた）
  - 『おはようお天気レーダー』→『フレッシュ天気815』の開始により短縮[1][2]。

## 出演者
- 杉本量平（KSBアナウンサー）[3]
- 多賀公人（KSBアナウンサー）[4]
- 森田恵子（KSBアナウンサー[当時]）…入社前に山陽放送ラジオで、退職後にNHK岡山放送局・FM岡山でそれぞれ番組司会を務めている。
- 飯島永津子 (KSBアナウンサー[当時]) ...局アナとして初の「モーニングKSB」キャスター。飯島アナの前任はミスユニバース中国地区代表の女性。
- 濱元かおり（現:サン放送アカデミー講師、FM aiai（兵庫県尼崎市）パーソナリティ[5]）

（そのほかの出演者については情報をお持ちの方は追記をよろしくお願いします）
- 芦田直子[4]
- 生本真由美　　番組内で音楽を伴奏

## 番組テーマ曲
- 『水しぶき』- 野田幹子　（アルバム「太陽の東、月の西」より）